# Otake Fumio
Otake Fumio (jap. 小竹 文夫; geb. 18. Januar 1900 in der Präfektur Ishikawa; gest. 16. Oktober 1962) war ein japanischer Sinologe.

## Leben
Otake war ein Absolvent der Universität Kyōto und später Professor an der japanischen Universität Tōa Dōbun Shoin (東亞同文書院), einer Vorläuferin der Universität Aichi die 1939 von der Tōa Dōbunkai (東亞同文會) in Shanghai gegründet worden war, danach an der Universität Kanazawa sowie an der Pädagogischen Universität Tōkyō (東京教育大學).
Otake war u. a. ein Spezialist für die moderne Geschichte Chinas. Sein Hauptwerk ist jedoch eine vollständige Übersetzung der Aufzeichnungen des Chronisten von Sima Qian ins Japanische, die er gemeinsam mit seinem Bruder Otake Takeo (小竹 武夫) verfasste.

## Werke
- Otake Fumio, Otake Takeo (Übers.), Sima Qian: Shiki gendaigo yaku 『史記 現代語訳』, 7 Bände. Kōbundō, Tokio 1957–1958.